# Astronautika u 2004.
◄◄ | ◄ | 2001. | 2002. | 2003. | 2004.  | 2005. | 2006. | 2007. | ► | ►►
Arhitektura • Astronautika • Astronomija • Biologija • Film • Fotografija • Glazba • Kazalište • Kemija • Kiparstvo • Knjige • Književnost • Kršćanstvo • Meteorologija • Medicina • Planinarstvo • Politika • Pravo • Promet • Slikarstvo • Strip • Šport • Televizija • Znanost • Zrakoplovstvo • Željeznički promet
Astronautika u 2004.

## Svemirske letjelice

### Letovi prema Mjesecu i tijelima Sunčevog sustava
- 4. siječnja – Spirit je sletio na Mars.
- 25. siječnja – Opportunity je sletio na Mars
- 11. ožujka – Spirit je postao prvo svemirsko vozilo koje je uslikalo Zemlju s nekog drugog planeta.
- 1. srpnja – Cassini ulazi u Saturnovu orbitu.
- 25. prosinca – Huygens se odvaja od Cassinija i započinje svoj let prema Titanu.

## Vanjske poveznice
|  | Zajednički poslužitelj ima još gradiva o temi Svemirski letovi u 2004. |